# FK Laktaši
Fudbalski klub Laktaši bosanskohercegovački je nogometni klub iz Laktaša. Trenutačno se natječe u Prvoj ligi Republike Srpske.

## Povijest
Klub je osnovan 1974. godine. Nakon osvajanja Prve lige RS u sezoni 2006./07., plasirali su se po prvi put u najviši rang bosanskohercegovačkog nogometa – Premijer ligu BiH. U svojoj debitantskoj sezoni osvojili su 8. mjesto.

## Vanjske poveznice
- FK Laktaši na transfermarkt.de  Arhivirana inačica izvorne stranice od 12. ožujka 2010. (Wayback Machine)